# Delilah Gore
Pour les articles homonymes, voir Gore.
Delilah Pueka Gore est une femme politique papou-néo-guinéenne.

## Biographie
Après un an d'études au Collège technique de Lae de 1977 à 1978, elle obtient en 2007 un diplôme d'un institut de gestion et est employée au trésor public de l'administration de la province d'Oro. Membre du Parti du triomphe, du patrimoine et de l'empouvoirement, elle est élue députée de la circonscription de Sohe au Parlement national aux élections de 2012,.
D'abord adjointe au ministre des Finances Don Polye, qui est aussi le chef de son parti dans le gouvernement de coalition de Peter O'Neill, en février 2014 elle est promue ministre de l'Enseignement supérieur. En mars et en avril, elle fait face à un boycott des cours par les étudiants de l'université de technologie de Papouasie-Nouvelle-Guinée, qui protestent contre la corruption, la mauvaise gestion de leur université et le limogeage du vice-chancelier de l'université, Albert Schram, qui avait tenté d'y remédier. Delilah Gore refuse initialement les demandes des étudiants, puis accepte le principe du retour du vice-chancelier, mettant ainsi fin à la crise. En août, à l'occasion d'un remaniement ministériel, cette adventiste du 7e jour devient ministre du Développement des communautés, ministre de la Religion et ministre de la Jeunesse,,,,,,.
En avril 2015, elle agresse verbalement un employé de la compagnie aérienne Air Niugini qui lui demande d'éteindre son téléphone portable en vol. Elle se montre si agressive et menaçante qu'elle est débarquée de l'avion. Le Parlement lui impose alors trois mois de suspension du Parlement et de son ministère, sans salaire. Elle est battue dans sa circonscription aux élections de 2017.